# 羅斯瑪麗·欣克富什
羅斯瑪麗·T·欣克富什（英語：Rosemary T. Hinkfuss；舊姓沃爾什（Walsh）；1931年9月30日—2016年3月2日），是美國的民主黨女性政治人物，前威斯康星州眾議院議員及綠灣包裝工理事會成員。

## 生平
欣克富什出生在俄亥俄州利馬，畢業於卡迪纳尔斯特里奇大学，也曾是普雷蒙特雷高中校董和绿湾包装工的名譽退休理事。
1974年至1982年間，她曾擔任格林贝市議會議員和布朗縣監事會成員，到1988年當選為威斯康星州眾議院第六選區議員，後來轉任第八十八選區，唯在1994年11月8日的選舉連任失敗。
2016年3月2日，欣克富什在格林贝逝世。